# Kreisgericht Zeitz (Preußen)
Das Kreisgericht Zeitz war von 1849 bis 1879 ein preußisches Kreisgericht mit Sitz in Zeitz. 

## Geschichte
Die „Verordnung über die Aufhebung der Privatgerichtsbarkeit und des eximierten Gerichtsstandes sowie über die anderweitige Organisation der Gerichte“ vom 2. Januar 1849 hob dann auch die Patrimonialgerichtsbarkeit auf. Gleichzeitig wurde das Appellationsgericht Naumburg geschaffen, dem Kreisgerichte, darunter das Kreisgericht Zeitz zugeordnet waren. Sein Sprengel umfasste:
| Sprengel | Gerichtseingesessene 1849 |
| --- | ------------------------- |
| Kreis Zeitz | 34.081                    |
| Ein Teil des Kreises Weißenfels: Bröditz, Döbris, Döschwitz, Droyßig, Gladitz, Groitzschen, Gaumnitz, Groß-Pötewitz, Hassel, Hollsteitz, Kretzschau, Kirchsteitz, Klein-Pötewitz, Königshofen, Luckenau, Meineweh, Mutschau, Nonnewitz, Nixditz, Naundorf, Näthern, Oberschwöditz, Pirkau, Podebuls, Priesen, Quesnitz, Reußen im Grunde, Romsdorf, Schwerzau, Streckau, Schleckweh oder Schleckau, Stolzenhain, Theißen, Trebnitz, Trebnitz an der Elster, Thierbach, Unterschwöditz, Weidau, Weißenborn, Wetterzeube | 6.962                     |
| Summe | 41.043                    |

Nach der Auflösung des Kreisgerichts Weißenfels wurde die Gerichtskommission in Hohenmölsen dem Kreisgericht Zeitz zugeordnet.
Mit den Reichsjustizgesetzen wurden die Gerichte im Deutschen Reich vereinheitlicht. Das Kreisgericht Zeitz wurde 1879 aufgehoben. Neu eingerichtet wurde nun das Amtsgericht Zeitz im Bezirk des Landgerichtes Halle.

## Gerichtskommission Hohenmölsen
Die Gerichtskommission Hohenmölsen war für die Stadt Hohenmölsen, die Ortschaften Bösau, Deuben, Deumen, Domsen, Dobergast, Großgrimma, Göthewitz, Goßerau, Gruna, Jaucha, Köttichau, Keutschen, Mederitz, Rödlitz, Oberwerschen, Queisau, Steingrimma, Steckelberg, Tackau, Unterwerschen, Wildschütz, Werben, Wurschlaub, Wählitz, Zembschen und Zetsch und die Fluren von Eulau, Greitschütz und Kostewitz sowie die in Preußen gelegenen Fluren von sieben sächsischen Orten zuständig. Dieser Sprengel umfasste 1849 5.982 Gerichtseingesessene.